# Focuri în câmpia pâinii
Focuri în câmpia pâinii este un film românesc din 1982 regizat de Adrian Sârbu.